# Penol
Penol ist eine französische Gemeinde mit 377 Einwohnern (Stand: 1. Januar 2022) im Département Isère in der Region Auvergne-Rhône-Alpes. Sie gehört zum Arrondissement Vienne, zum Kanton Bièvre und zum Gemeindeverband Bièvre Isère. Die Einwohner werden Penolois genannt.

## Geografie
Die Gemeinde Penol liegt am Westende eines 25 Kilometer weit nach Westen ausgreifenden schmalen Ausläufers der Chartreuse, La Côte genannt, 34 Kilometer südsüdöstlich von Vienne. Umgeben wird Penol von den Nachbargemeinden Bossieu im Nordwesten und Norden, Ornacieux-Balbins im Norden und Osten, Sardieu im Osten und Südosten, Marcilloles im Süden, Pajay im WSüdwesten und Westen sowie Faramans im Westen. 
Eine kleine Exklave von Penol liegt südwestlich der Gemeinde zwischen den Gemeinden Pajay, Thodure und Beaufort.

## Bevölkerungsentwicklung
| Jahr                       | 1962 | 1968 | 1975 | 1982 | 1990 | 1999 | 2006 | 2013 |
| Einwohner                  | 383  | 231  | 242  | 247  | 278  | 288  | 303  | 331  |
| Quellen: Cassini und INSEE |      |      |      |      |      |      |      |      |

## Sehenswürdigkeiten
- Kirche Saint-Loup, ursprünglich aus dem 9. Jahrhundert, spätere Umbauten, Monument historique seit 1980

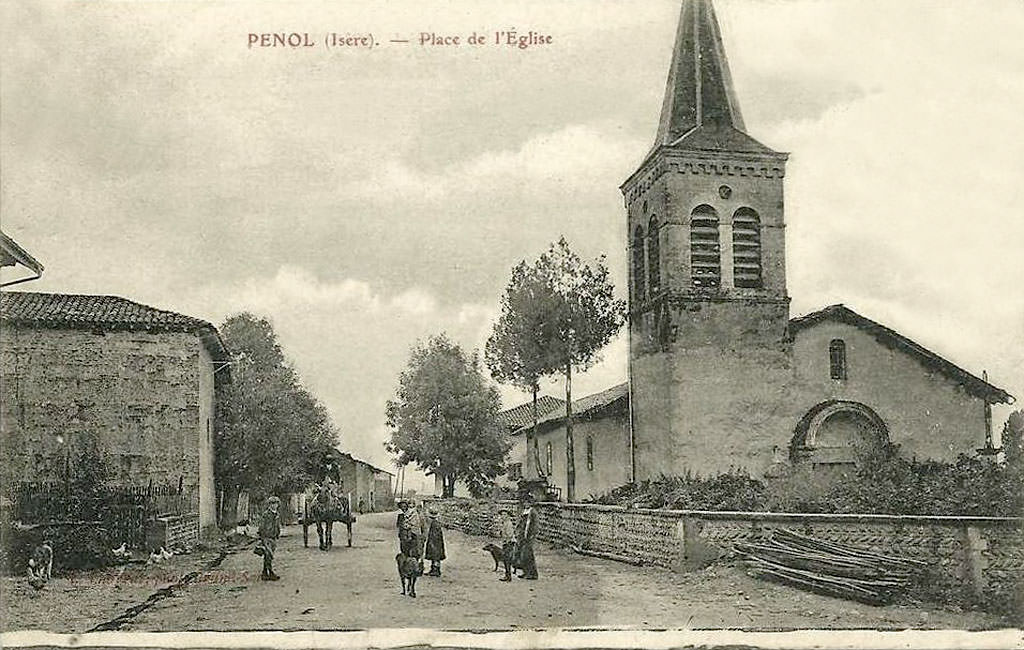
Historische Aufnahme des Platzes vor der Kirche